# Slag bij Szentgotthárd (1705)
De Slag bij Szentgotthárd vond plaats op 13 december 1705 in de strijd tussen Hongaarse opstandelingen aangevoerd door János Bottyán en een Oostenrijks-Kroatisch-Servisch gecombineerd leger onder bevel van Hannibal von Heister. De strijd vond plaats in Szentgotthárd (Westelijk Hongarije) en Nagyfalva (Mogersdorf, thans gelegen in Oostenrijk), nabij de Oostenrijks-Hongaarse grens. Het resultaat van de strijd was een Hongaarse overwinning.
Op 2 november 1705 voerde János Bottyán de Hongaarse campagne in Transdanubië uit. Daarvoor had hij slechts 8.000 soldaten in Kecskemét, maar deze aanvankelijk geringe sterkte steeg later tot 30.000 mannen.
Deze veldslag is niet te verwarren met die op dezelfde plaats in 1664, waarbij een Oostenrijks leger een hernieuwde Turkse poging afsloeg Europa verder binnen te dringen.